# الفواهة (الحديدة)

تعديل مصدري - تعديل

الفواهه هي إحدى قرى مديرية باجل، التابعة لمحافظة الحديدة اليمنية، بلغ تعداد سكانها 1941 نسمة حسب الإحصاء الذي جرى عام 2004.